# 岡田翔大郎
岡田 翔大郎（おかだ しょうたろう、2000年7月6日 - ）は日本の俳優。京都府出身。ヒラタオフィス所属。

## 来歴
2010年（9歳当時）、「ブルークロススーパーボーイズオーディション」の準グランプリを受賞。
2011年（11歳当時）より本格的に芸能活動を開始。同年よりテレビ東京『ピラメキーノ』に出演し、2013年（13歳当時）には「ドリームキッズコレクション」に出演した。
2012年から2014年には、雑誌『ニコ☆プチ』、2014年から2019年は『nicola』でメンズモデルを務めた。
2019年2月より、代々木ゼミナールのテレビCMに出演。サンボマスターの楽曲「できっこないを やらなくちゃ」をアカペラでカバーし、自身の歌声を初めて披露する形となった。
2019年12月16日、AbemaTVのオリジナル恋愛リアリティーショー『月とオオカミちゃんには騙されない』（2020年1月5日放送開始）に出演することが発表された。

## 出演

### テレビドラマ
- 僕たちがやりました 第10話（2017年9月19日、フジテレビ）
- 先に生まれただけの僕（2017年10月14日 - 12月16日、日本テレビ） - 岩瀬徹平 役
- 両親ラブストーリー～オヤコイ～（2018年9月27日、日本テレビ）
- 24時間テレビ42ドラマスペシャル 「絆のペダル」（2019年8月24日、日本テレビ）
- べしゃり暮らし 第8話（2019年9月14日、テレビ朝日）[5]
- 新・ミナミの帝王 第18作「バイトテロの誘惑」（2020年1月13日、関西テレビ） - 長谷部 役
- 真犯人フラグ 第8話（2021年12月5日、日本テレビ）

### ウェブドラマ
- AKBラブナイト恋工場「50歳差の恋人」（2016年8月31日） - 染谷太一 役
- フォローされたら終わり 第3話・第4話（2019年11月3日、AbemaTV） - ゆまの家にやってきた男 役[6]
- Hulu U35クリエイターズ・チャレンジ「瑠璃とカラス」（2022年2月、Hulu）

### 映画
- miles away（2016年12月12日、自主制作映画） - 主演・柏木有馬 役[7]
- レミングスの夏（2017年10月1日、オムロ）
- 夜風に吹かれて-もうひとつの日光物語-（2023年11月3日、ワンシーン）

### テレビ番組
- ピラメキーノ（2011年、テレビ東京）[1]
- 月とオオカミちゃんには騙されない（2020年1月5日 - 3月29日 、AbemaTV）[4]
- 猫のひたいほどワイド（2022年4月4日 -  2024年3月25日、テレビ神奈川） - 猫の手も借り隊（月曜グリーン）

### 舞台
- アナザー・カントリー（2022年6月24日 - 7月3日、よみうり大手町ホール / 7月7日 - 10日、COOL JAPAN PARK OSAKA TTホール / 7月12日・13日、キャナルシティ劇場） - バークレイ 役[8]
- ミュージカル「鉄鼠の檻」（2024年6月14日 - 24日、紀伊國屋サザンシアター TAKASHIMAYA / 6月28日 - 29日、サンケイホールブリーゼ） - 和田智稔 役[9]
- ひと（2024年12月3日 - 8日、三越劇場 / 12月14日・15日、近鉄アート館） - 高瀬涼 役[10]

### ランウェイ
- ドリームキッズコレクション（2013年）[11]

### PV
- MAY'S「ずっとあなたに逢いたかった」[12]
- SHISHAMO「恋する -10YEARS THANK YOU-」（2022年11月13日）

### CM
- アトラス「ペルソナ5」（2015年 - 2016年）
- EASTBOY（2016年 - 2017年）
- NTTドコモ「Mr.children×docomo 25周年CM」（2017年 - 2018年）
- 日本コカ・コーラ「コールドサインボトル篇」（2017年）
- 東進ハイスクール「東進のセンター試験合否判定システム」（2018年）
- 代々木ゼミナール「高2「熱唱」編」（2019年1月31日 - ）[3]

## 書籍

### 雑誌連載
- ニコ☆プチ（2012年 - 2014年、新潮社）
- nicola（2014年 - 2019年、新潮社）[13]

## 受賞歴

### 2010年
- 「ブルークロススーパーボーイズオーディション」準グランプリ